# Крест Свободы
Крест Свобо́ды (эст. Vabadusrist) — де-факто высшая государственная награда Эстонской республики.

## История
Крест Свободы учреждён 24 февраля 1919 года для награждения отличившихся в Освободительной войне, в трёх классах, по три степени в каждом классе. I класс (кресты с белой эмалью) предназначался для награждения за военные заслуги. II класс (кресты с чёрной эмалью) — за личную воинскую доблесть. III класс (кресты с синей эмалью) — за гражданские заслуги.
Согласно закону о наградах Эстонии от 19 декабря 2007 года, крест Свободы является высшей военной наградой Эстонии.
Крест Свободы Эстонии оформил художник Николай Трийк. Примерами, по мнению геральдиста Ханнеса Вальтера, послужили Крест Свободы Финляндии (закованная в латы рука с мечом, изображённая также на гербе Карелии) и крест великих магистров Тевтонского ордена (крест «потент» с удлинённой вертикальной линией). Как цвета крестов, так и цвета лент (у каждого класса разная расцветка) были выдержаны в цветах эстонского национального флага — белый, чёрный и синий. Центральный медальон крестов II класса, вручаемых за личную храбрость, покрывался эмалью красного цвета, символизируя пролитую в боях кровь.
Первое награждение крестом Свободы состоялось 2 августа 1919 года, когда крестами I класса были награждены 7 военнослужащих армии США из американской администрации по оказанию помощи Эстонии. 5 августа 1919 года крестом Свободы I класса 1-й степени была отмечена французская крепость Верден за героизм её защитников во время Первой мировой войны. Массовые награждения орденом начались в феврале 1920 года, сразу по окончании Освободительной войны. Орденом награждались как граждане Эстонии, так и иностранцы.
Всего было вручено 3225 крестов Свободы разных степеней, кавалерами стали 3126 человек, некоторые из них награждены неоднократно. Так, девять человек получили по три креста разных классов и степеней (например, полковник Карл Партс награждён крестом I класса первой степени и II класса второй и третьей степени). Ещё 76 человек удостоены двух крестов разных классов. Повторное награждение одним и тем же крестом (того же класса и степени) не предусматривалось, но в результате различных недоразумений такие случаи имели место: один человек получил два креста первого класса третьей степени (за военные заслуги) и 12 человек получили по два креста второго класса третьей степени (за личную храбрость).
Крестом I класса первой степени награждены 43 человека, крестом III класса первой степени — 111 человек (некоторые, как будущий президент Эстонии Константин Пятс и генерал Йохан Лайдонер, при этом получили обе названные награды). Крестом II класса первой степени (высшей наградой за личную храбрость) никто награждён не был, вторую степень того же класса получили всего 29 человек, третью — 2247 человек.
Всего награждено эстонских граждан — 2076 человек, получивших 2152 креста. Иностранцев — 1050 человек из 16 государств, получивших 1073 креста. В числе награждённых иностранцев был Уинстон Черчилль, однако он, как и некоторые другие, отказался принять награду.
Законом от 19 июня 1925 года парламент Эстонии постановил прекратить награждение крестом Свободы. Возобновление награждений возможно в случае вступления Эстонии в вооружённый конфликт с внешним врагом, угрожающим независимости Эстонии. Последним кавалером стал капитан Эдгар-Теодор Суси, награждённый 18 декабря 1925 года крестом II класса 3-й степени.
Награждение крестом Свободы предоставляло кавалеру ряд привилегий: денежную выплату, выдачу бесплатного земельного надела, освобождение от платы за обучение в учебных заведениях, преимущественное право на занятие должностей на государственной службе.
После ввода советских войск на территорию Эстонии военный министр и командующий войсками Эстонии 26 июля 1940 года приказали обладателям награды прекратить ношение креста Свободы.
Во время немецкой оккупации германская оккупационная администрация 24 февраля 1942 года разрешила кавалерам креста Свободы носить эту награду.
После распада СССР в 1991 году и восстановления независимости Эстонской Республики эстонское правительство снова установило ряд льгот для кавалеров креста Свободы, однако к тому времени живых обладателей этой награды было уже очень мало. Последним живым из эстонских кавалеров креста Свободы стал Карл Яанус, умерший в 2000 году в возрасте ста лет и похороненный с воинскими почестями на кладбище Пилиствере.
Крест Свободы является главным элементом оформления памятника Победы в Освободительной войне в Таллине.

## Знаки ордена
| 1-я степень | 2-я степень | 3-я степень |         |         |         |
| I класс     | I класс     | I класс     | I класс | I класс | I класс |
| ----------- | ----------- | ----------- | ------- | ------- | ------- |
|             |             |             |         |         |         |
| II класс    |             |             |         |         |         |
|             |             |             |         |         |         |
| III класс   |             |             |         |         |         |
|             |             |             |         |         |         |